# بنو أوراغ (قبيلة)
قبيلة بنو أوراغ أو آيت أوراغ (باللغة البربرية: ⴰⵢⵜ ⵄⵔⴰⵖ ، آيت أوراغ) هي قبيلة من أصل بربرية أمازيغية زناتة جزائرية من منطقة الونشريس في الجزائر، وتقع على وجه التحديد في منطقة عمي موسى التي ارتفعت على أراضيها إلى مكان يسمى خميس. وتتكون القبيلة من ٢٣ عرش أمازيغي.

## تاريخ
قبيلة بنو أوراغ هي قبيلة بربرية قديمة جدًا، ويعود تاريخ المنطقة إلى القرن الخامس في عهد مملكة الونشريسية الأمازيغية في غرب المغرب الأوسط (الجزائر الحالية)، وتتكون من ٢٣ عرش وتقع في الشرق وجنوب عمي موسى. وفقًا ابن خلدون، تأتي القبيلة من التشعبات الأمازيغية القديمة الأولى، ابن عم الطوارق، واسمه الحقيقي هو هوارة، سلف الأخير وربما شقيق أوراغي «الرجل الأصفر» باللغة البربرية. في بداية الاستعمار الفرنسي، قام «٢٣ عرش من بنو أوراغ» بمقاومة نشطة للجيوش الفرنسية وشارك بنشاط في ثورة ١٨٦٤ التي أطاحها اللواء الفرنسي إميل ميلينت.النقيب إرنست كاريت، قائد كتيبة المهندسين، عددهم عام ١٨٤٢ بـ١٩٢٠٠ فرد. يتم توزيعها اليوم تحت أسماء مختلفة في دائرة عمي موسى وأقسام أخرى تعتمد إدارياً على عدة بلديات ذات نفوذ إقليمي لثلاث ولايات (غليزان - تيسمسيلت - تيارت).

## الشخصية
- أبو علي الحسن بن عطية الونشريسي
- أبو العباس الونشريسي